# Abtei Santissima Trinità di Venosa

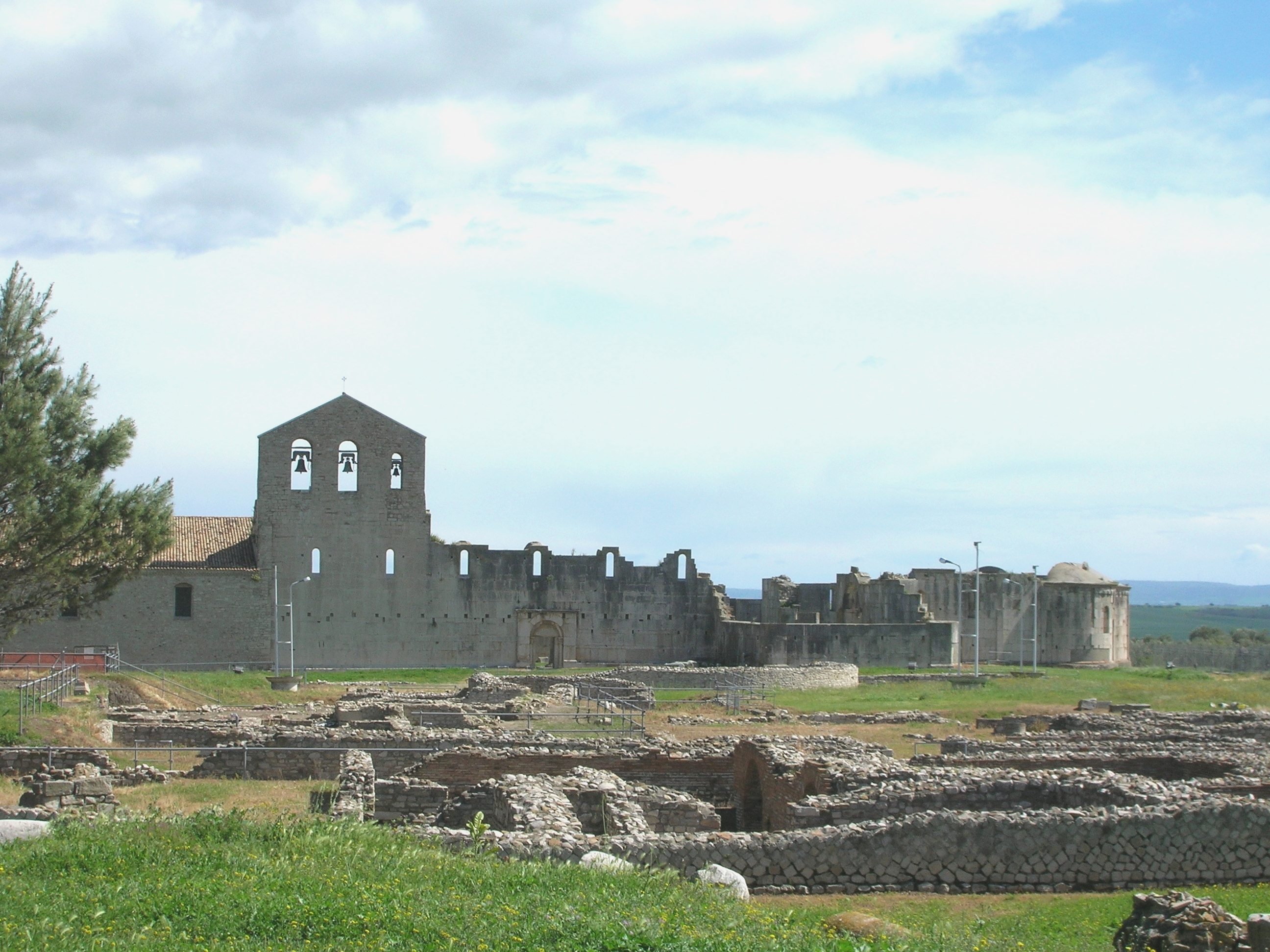
Parco Archeologico von Venosa, mit den Mauern der Incompiuta und einem Teil der alten Kirche, im Vordergrund die Reste der römischen Vorgängerstadt von Venosa, Venusia

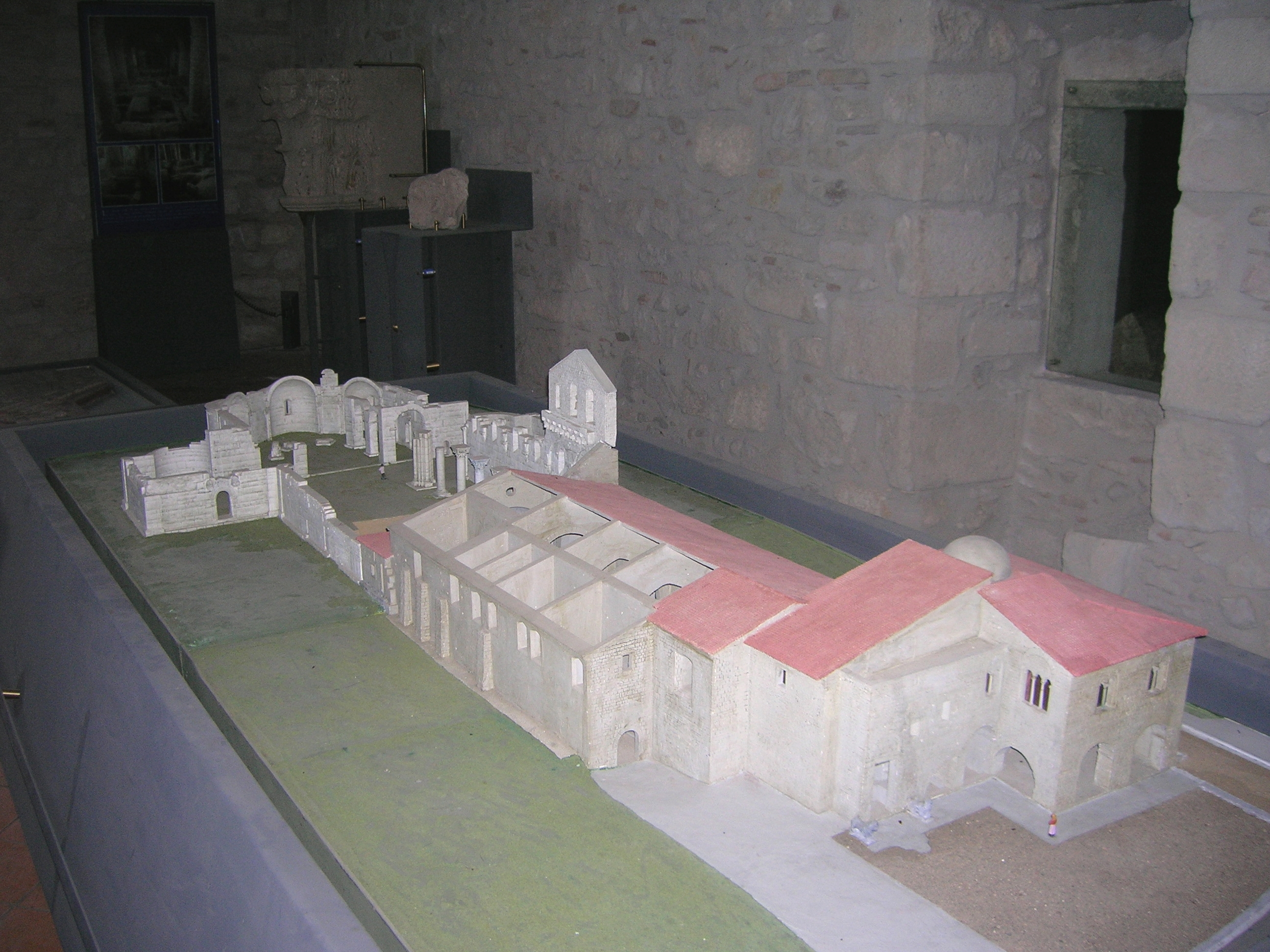
Architekturmodell der Abtei

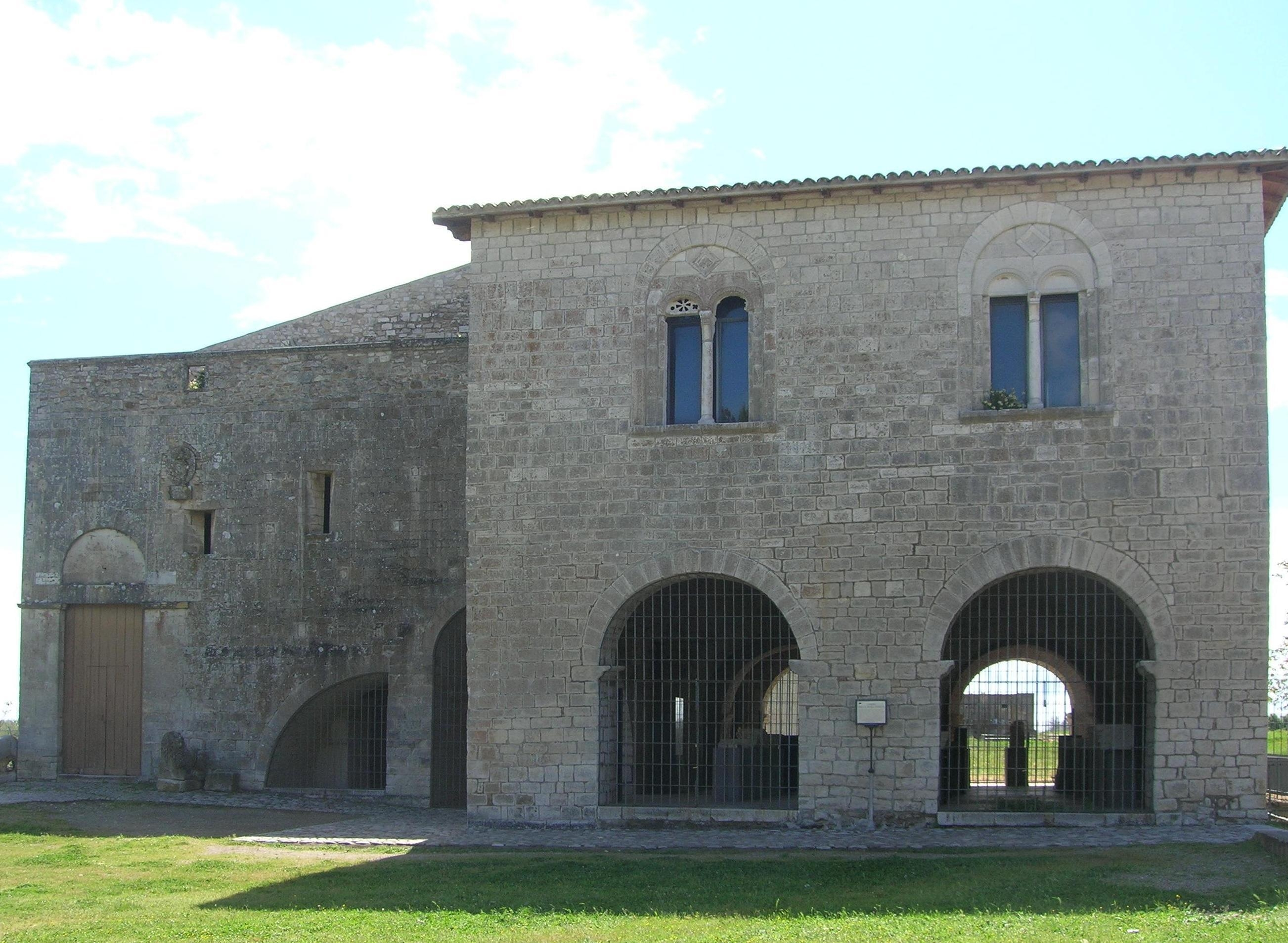
Eingang alte Kirche

Die  Abbazia della Santissima Trinità (Abtei der Allerheiligsten Dreifaltigkeit), ist eine römisch-katholische Abtei bei Venosa, im Vulture-Gebiet der Provinz Potenza in der süditalienischen Region Basilicata. Die Architektur der Abtei zeigt römische, lombardische und normannische Einflüsse. Der Abteikomplex gehört zum archäologischen Park von Venosa und liegt etwa 1,5 Kilometer nordöstlich der Stadt. Er gehört zum römisch-katholischen Bistum Melfi-Rapolla-Venosa und besteht aus der alten Kirche, Resten der Klostergebäude und einem unvollendeten Kirchenneubau. Der Komplex wurde durch königliches Dekret von 20. November 1897 zum Nationaldenkmal erklärt. Er ist heute kein Kloster mehr, wird aber vom Trinitarierorden genutzt.

## Geschichte
Der Baubeginn ist unbekannt, einige Elemente könnten auf das 8. Jahrhundert zurückgehen.
Ein Gründungsdatum 954 wird in der Fälschung Chronicon Cavense des Fälschers, Gelehrten und Priesters Francesco Maria Pratilli (1689–1763) angegeben. Nach dem Konzil von Melfi im Jahre 1059 wurde die Kirche am 17. August 1059 durch Nikolaus II. geweiht und am 25. August durch ein päpstliches Privileg direkt der römischen Kirche unterstellt, der eine Goldunze als Zins zu zahlen war, von allen weltlichen Leistungen befreit, mit dem Recht der freien Abtswahl begabt und dem Gewählten die Weihe durch den Papst zugesichert. In dieser Urkunde wird Graf Drogo als Gründer genannt. Sein Nachfolger Humfred war ebenfalls ein Förderer des Klosters. in dem er auch beigesetzt wurde. Die Zahl der Mönche stieg unter Abt Berengar, der aus Saint-Évroult in das normannisch beherrschte Apulien gekommen war und von Alexander II. geweiht wurde, nach 1066 von 20 auf 100. Robert Guiscard, der auf der Kirchenversammlung in Melfi als Herzog von Apulien und Kalabrien eingesetzt worden war und dort Papst Nikolaus II. den Treueid leistete,  machte die Abtei zum religiösen Zentrum seines Herrschaftsgebietes und der Memoria der Familie Hauteville.
Die alte Kirche steht auf den Überresten eines römischen Gebäudes aus dem römischen Kaiserreich, möglicherweise ein domus. Dieses zeigt Spuren sowohl früherer Besiedelung in republikanischen Zeiten als auch spätklassische Veränderungen. Einige Mauern der Kirche sind direkt auf die Mosaikböden des alten Bauwerks aufgesetzt.
Südlich der Kirche befinden sich die Reste einer frühchristlichen Basilika, die vielleicht auf das späte fünfte oder frühe sechste Jahrhundert datiert. Sie besaß in einer dreipassförmigen Apsis ein sechseckiges Taufbecken.
1297 ging die Abtei auf Anweisung von Papst Bonifaz VIII. von den Benediktinern an die Johanniter über.

## Alte Kirche

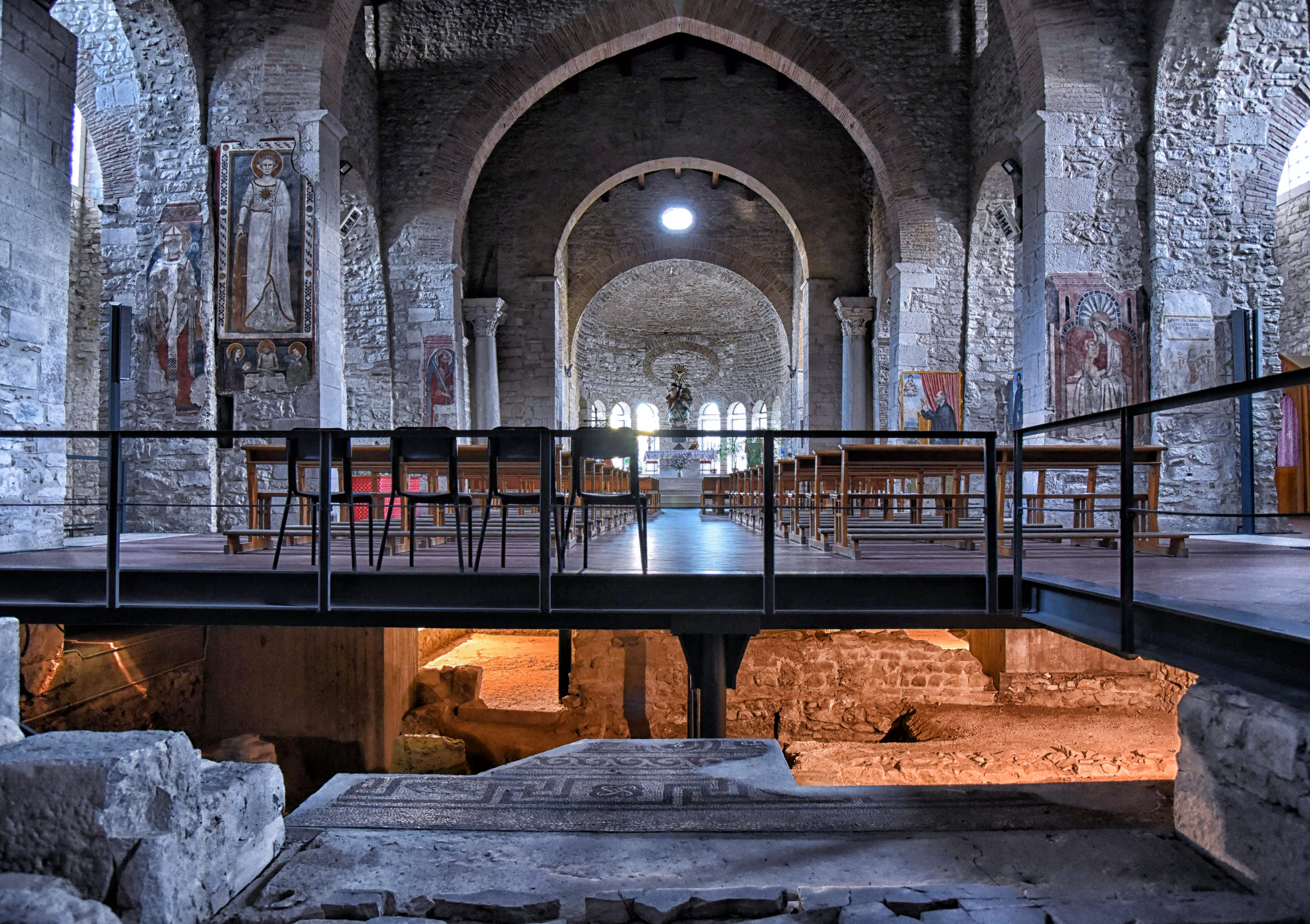
Inneres der Kirche

Das romanische Portal der Kirche wird von zwei Steinlöwen flankiert. Die Kirche hat den typischen Grundriss einer frühchristlichen Basilika mit einem Narthex, einem Atrium, einem breiten Mittelschiff und Seitenschiffen, einem Querschiff und einer halbkreisförmigen Apsis mit Chorumgang. Änderungen wurden von den Lombarden im 10. Jahrhundert und von den Normannen zwischen dem 11. und 13. Jahrhundert vorgenommen. Im Schiff stehen auch zwei korinthische Säulen.

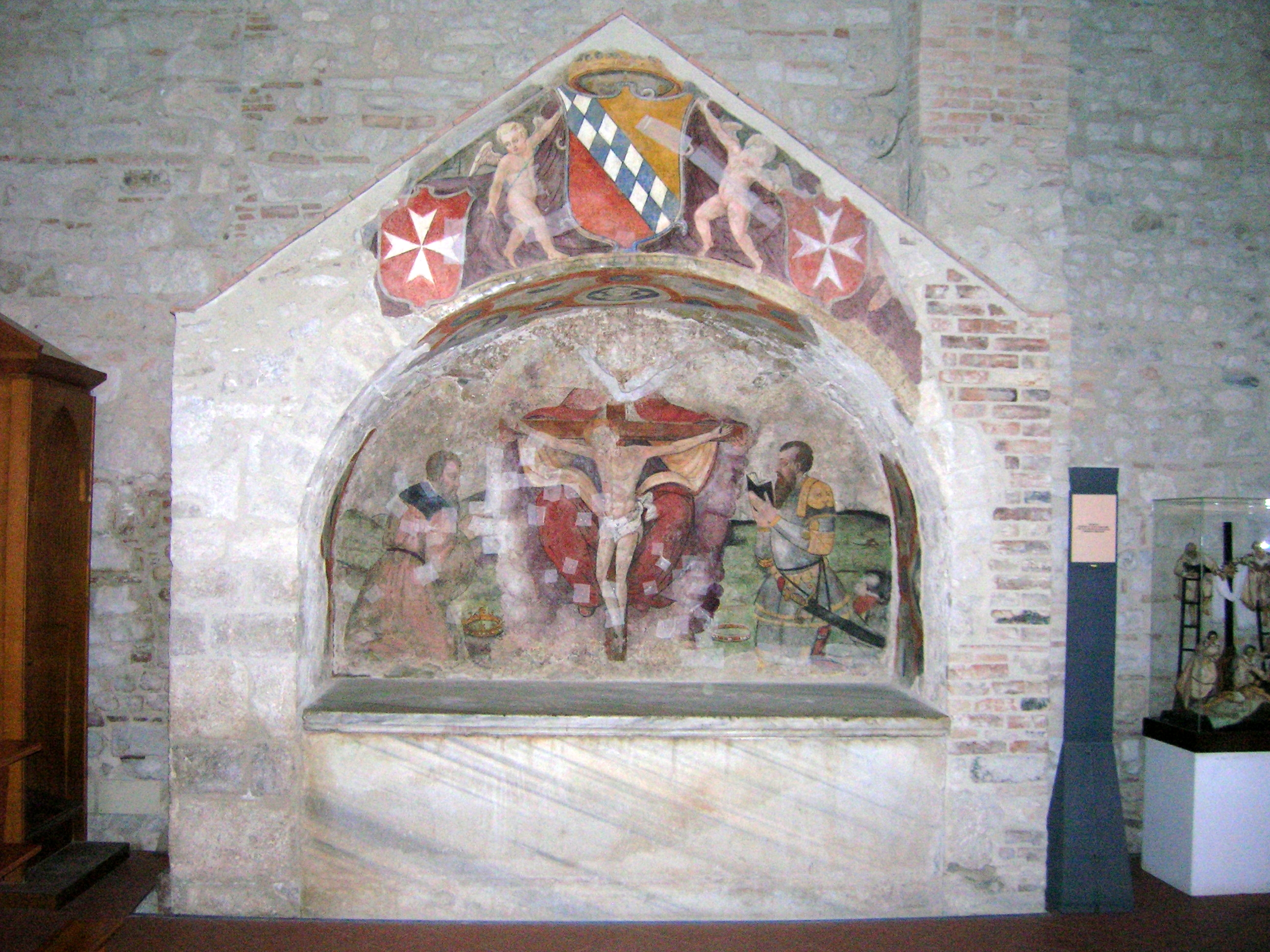
Das Hauteville-Grab

Im rechten Seitenschiff befindet sich das Hauteville-Grab (italienisch La tomba degli Altavilla), in dem fünf Mitglieder der normannischen Familie Hauteville bestattet sind: Wilhelm Eisenarm (1010–1046), sein Bruder Drogo (um 1010 – 1051) und Humfred (um 1010 – 1057) sowie ihre Halbbrüder Robert Guiscard (um 1015 – 1085) und Wilhelm (um 1027 – 1080). Ihre Knochen wurden Mitte des 16. Jahrhunderts von Agostino Gorizio Barba da Novara, Vogt des Malteserordens, aus ihren Einzelgräbern exhumiert und hier neu bestattet.
Im linken Seitenschiff befindet sich das Grab von Alberada von Buonalbergo, der ersten Ehefrau von Robert Guiscard. Beider Sohn, Bohemund von Tarent, bedeutender Teilnehmer des Ersten Kreuzzuges, starb 1111 bei Canosa di Puglia und ist dort begraben. Die lateinische Inschrift auf Alberadas Grab lautet:

## L’Incompiuta
Der Bau der unvollendet gebliebenen L’Incompiuta begann im letzten Viertel des 11. Jahrhunderts unter Verwendung von Baumaterialien aus Bauwerken verschiedener Epochen, darunter römischer, lombardischer und jüdischer Gebäude. Der Grundriss ist für Italien ungewöhnlich und vom Konzept her französisch, er zeigt Ähnlichkeit mit den Kathedralen von Aversa und Acerenza.

## Bilder

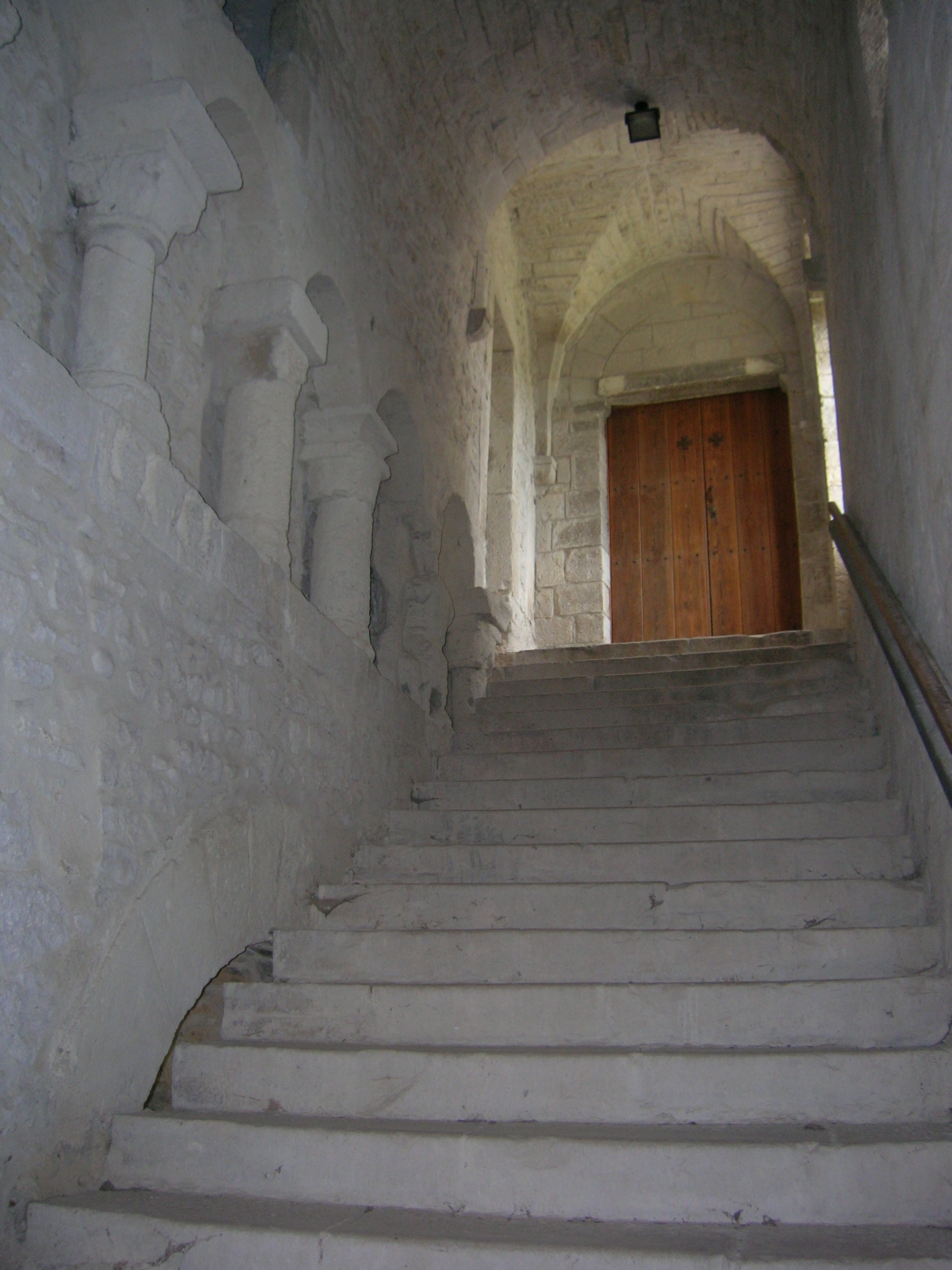
Treppe zum Kloster
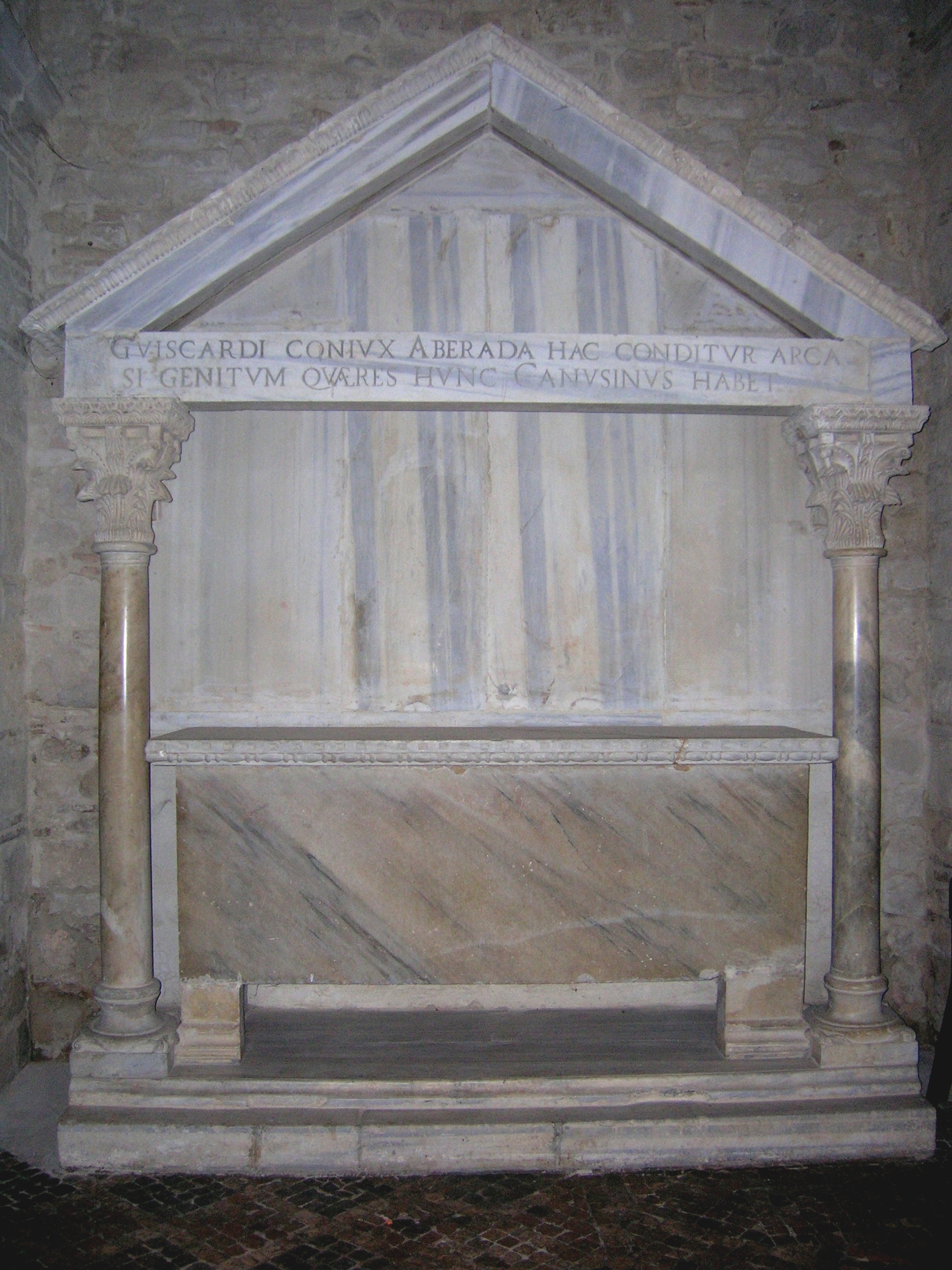
Grab der Alberada
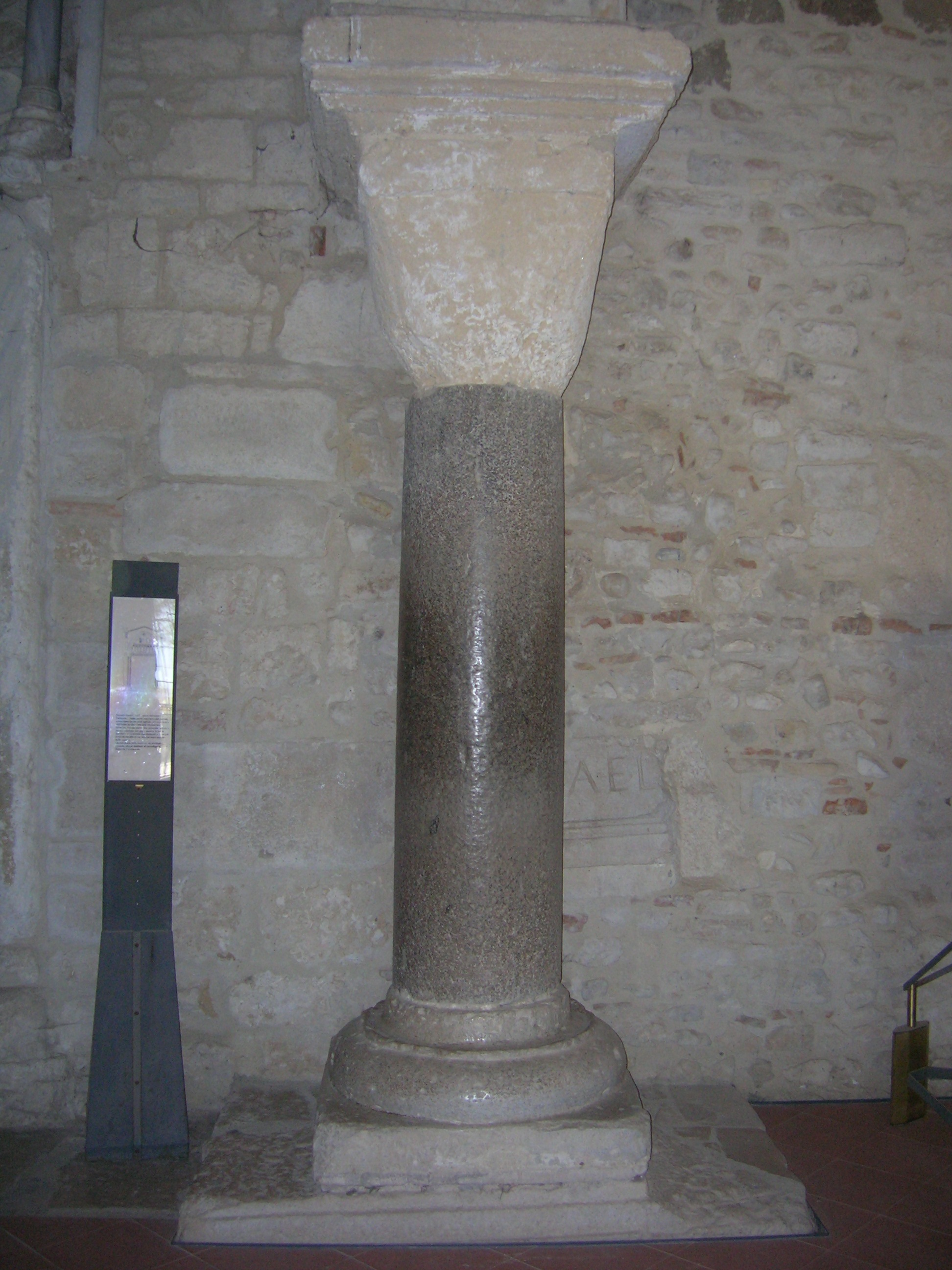
Säule der Freundschaft
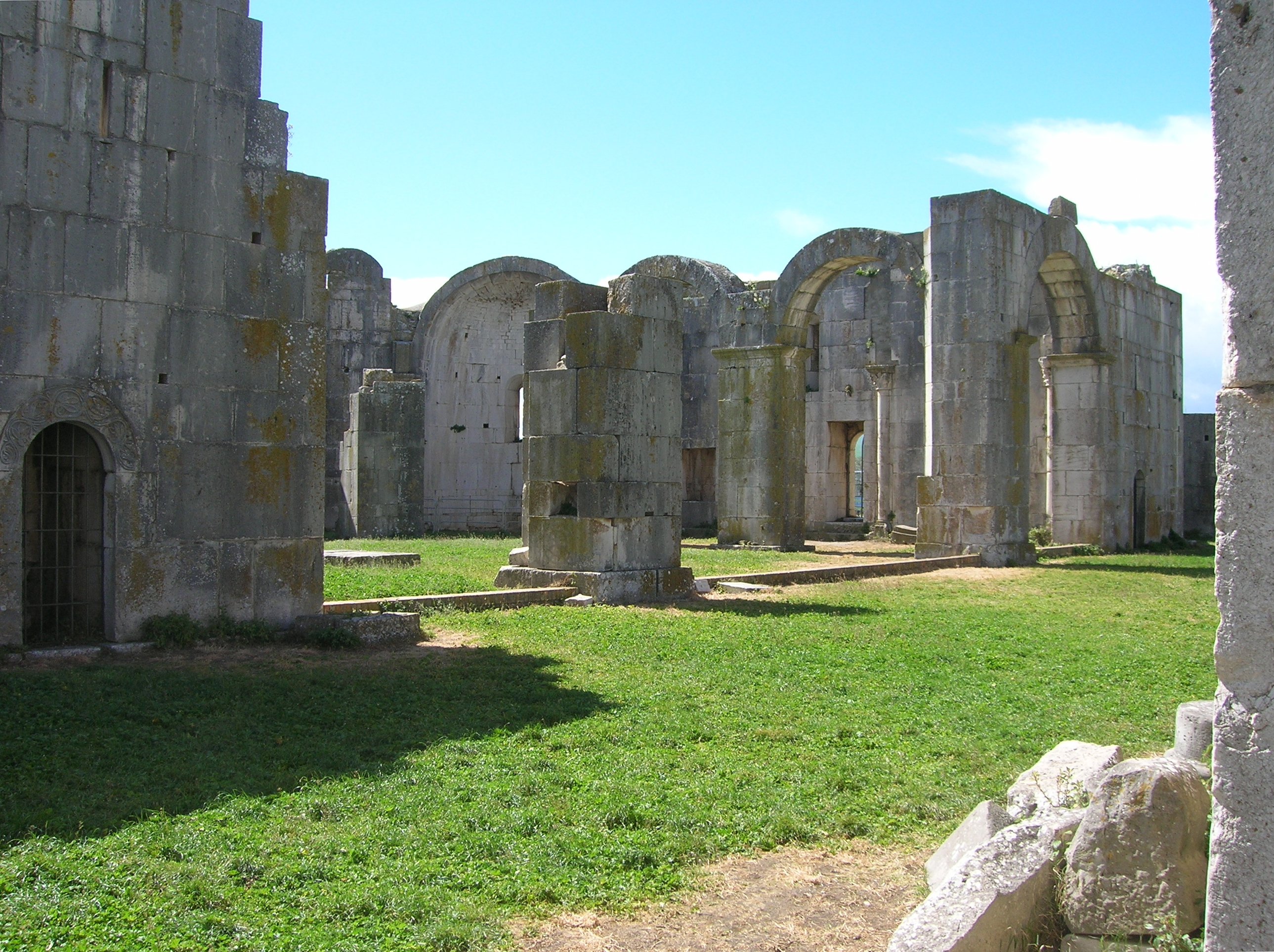
Inneres der Incompiuta
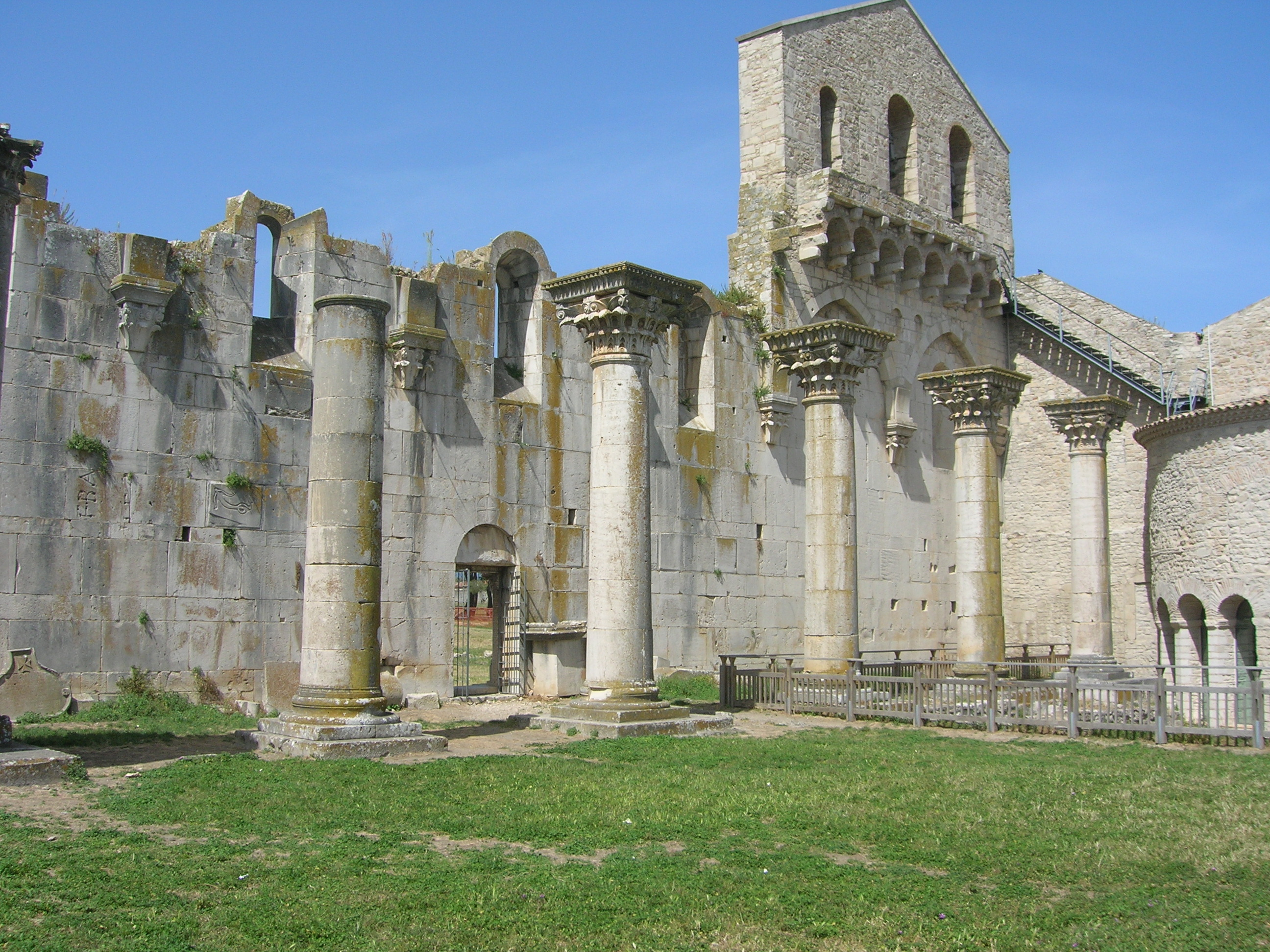
Inneres der Incompiuta
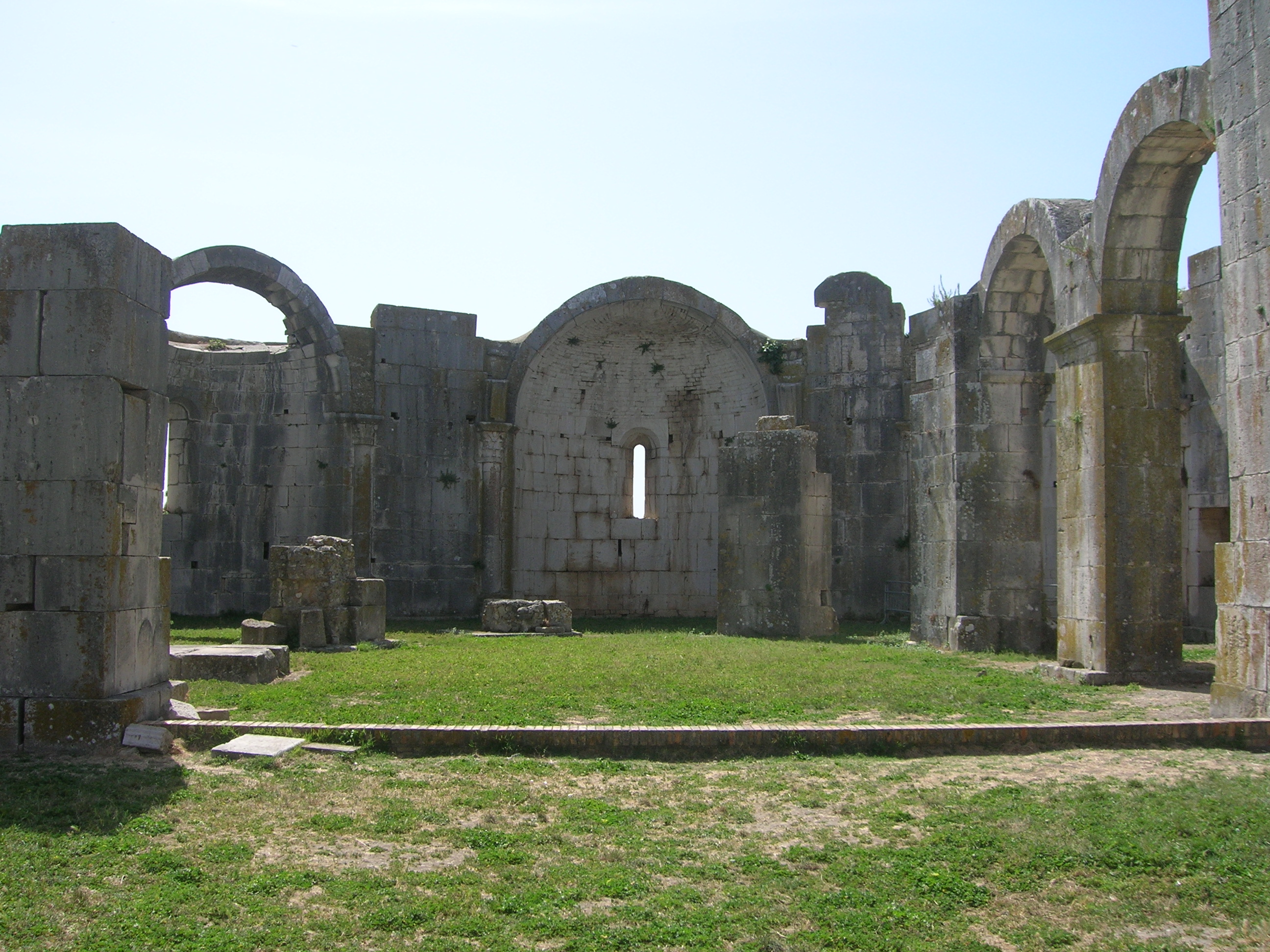
Inneres der Incompiuta
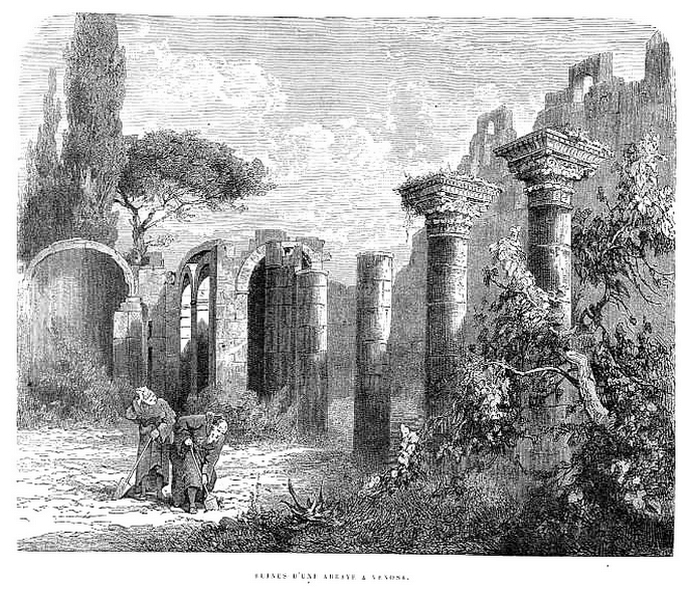
Druck aus dem 19. Jahrhundert mit der Incompiuta